# Darfur (film)
Darfur è un film statunitense del 2009 diretto da Uwe Boll.

## Trama
Un gruppo di giornalisti si trova in un piccolo villaggio del Sudan, ma la notizia che una banda criminale è diretta verso il villaggio mette il gruppo di fronte a un difficile dilemma: fuggire o rimanere per cercare di impedire il massacro.